# Heavy Rock Radio
Heavy Rock Radio è un album in studio di cover del gruppo musicale norvegese Jorn, pubblicato nel 2016.

## Tracce
1. I Know There's Something Going On – 4:55 (Russ Ballard) – Frida
2. Running Up That Hill – 5:04 (Kate Bush) – Kate Bush
3. Rev On The Red Line – 3:56 (Lou Gramm, Al Greenwood) – Foreigner
4. You're the Voice – 3:56 (Andy Qunta, Keith Reid, Maggie Ryder, Chris Thompson) – John Farnham
5. Live To Win – 3:53 (Paul Stanley, Desmond Child, Andreas Carlsson) – Paul Stanley
6. Don't Stop Believin' – 4:42 (Jonathan Cain, Steve Perry, Neal Schon) – Journey
7. Killer Queen – 3:27 (Freddie Mercury) – Queen
8. Hotel California – 6:31 (Don Felder, Don Henley, Glenn Frey) – Eagles
9. Rainbow in the Dark – 5:00 (Ronnie James Dio, Vinny Appice, Jimmy Bain, Vivian Campbell) – Dio
10. The Final Frontier – 5:52 (Adrian Smith, Steve Harris) – Iron Maiden
11. Stormbringer – 3:53 (Ritchie Blackmore, David Coverdale) – Deep Purple
12. Die Young – 5:13 (Dio, Tony Iommi, Geezer Butler, Bill Ward) – Black Sabbath

## Formazione
- Jørn Lande – voce, cori
- Trond Holter – chitarra
- Thomas Bekkevold – basso
- Francesco Jovino – batteria
- Alessandro Del Vecchio – tastiera